# 拉韋齊群島

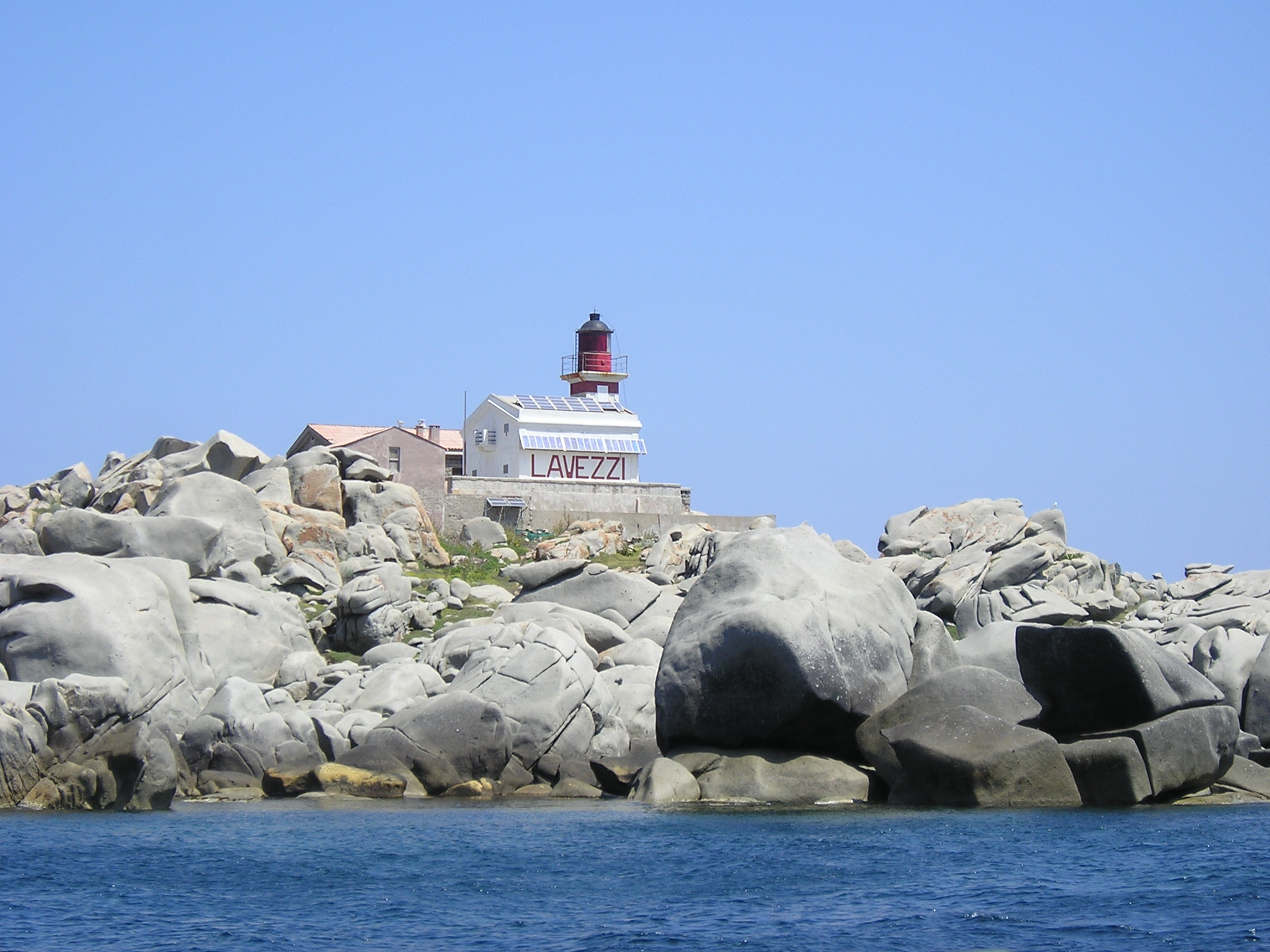

拉韋齊群島（法语：Îles Lavezzi）是法國的群島，位於地中海的博尼法喬海峽，總面積1.91平方公里，最高點海拔高度50米，該群島由花崗岩和珊瑚組成。

## 外部連結
- Photographs of the islands.